# Voljär

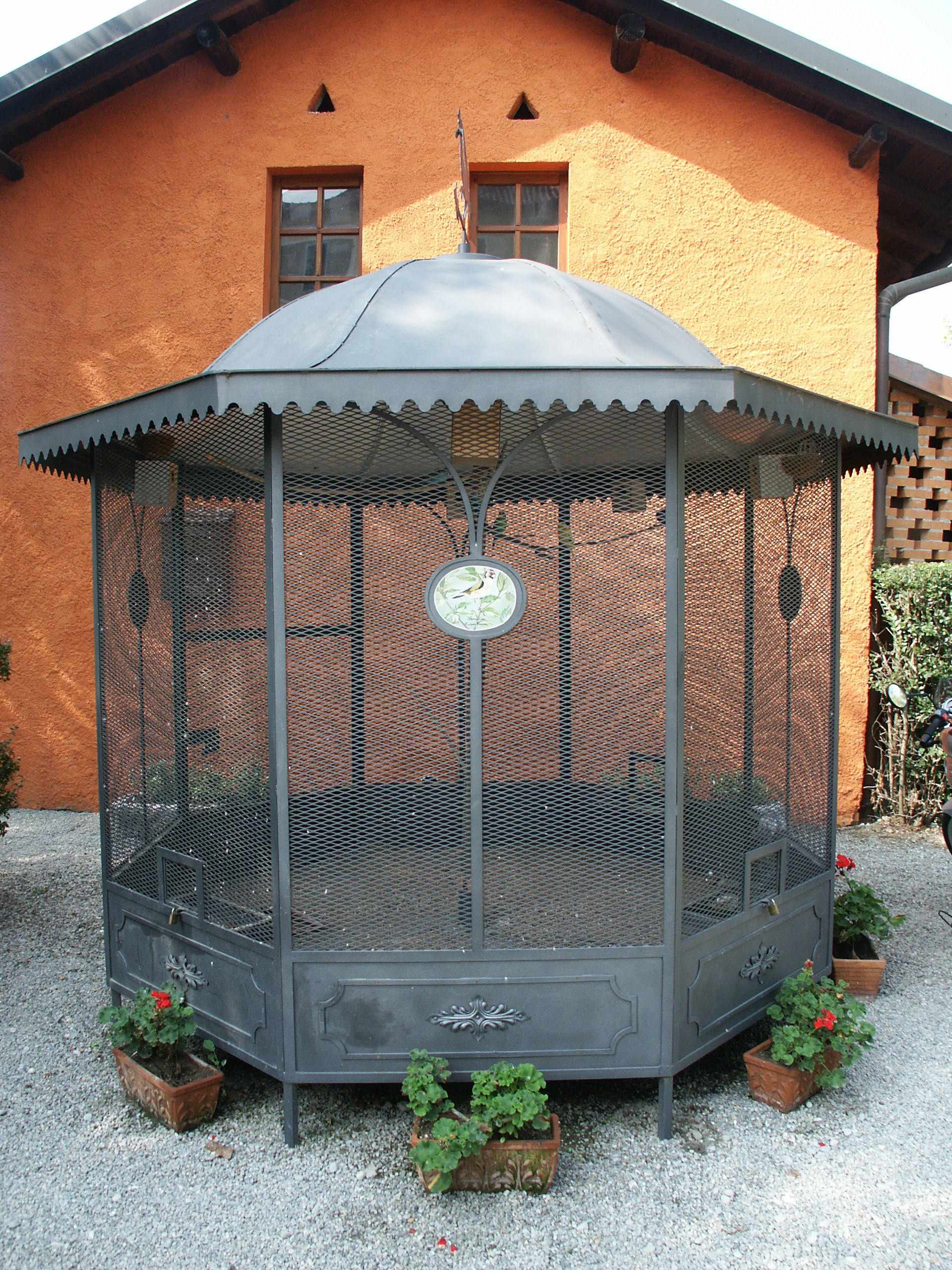
Fågelbursliknande voljär.

Voljär (från franska volière, fågelhus, stor bur) är en stor inneslutning för fåglar som tillåter dem att flyga relativt fritt och försöker simulera en naturligare miljö. Mindre voljärer är som stora husliknande fågelburar medan riktigt stora voljärer kan omfatta hela skogsområden. Voljärer är vanliga i djurparker.

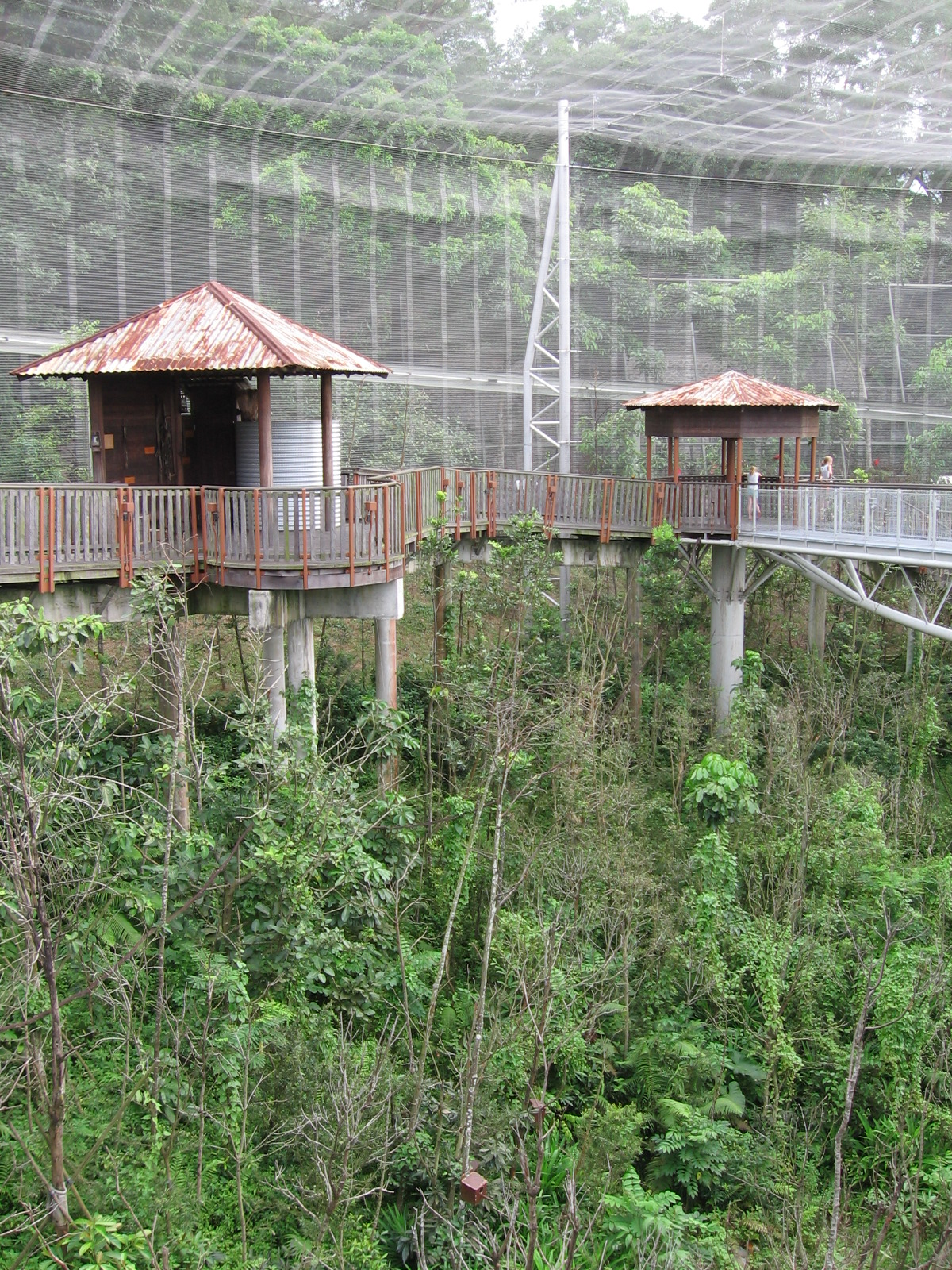
Voljär i Jurong Bird Park i Singapore.